# Universidad de Magallanes Televisión
Universidad de Magallanes Televisión (abreviado como UMAG TV) es un canal de televisión creado durante el año 2007, cuando se puso en marcha una señal televisiva perteneciente a la Universidad de Magallanes, ubicada en el canal 33 del sistema de televisión por cable regional TV RED.

## Objetivo
Dentro de sus objetivos, se encuentra el constituirse en un importante intermediario y agente informativo del desarrollo regional, a través de la difusión permanente de material audiovisual con contenidos educativos y culturales que permitan establecer una red comunicativa entre los habitantes de la Región de Magallanes y de la Antártica Chilena y la Universidad de Magallanes.

## Ubicación
Radio y Televisión - Universidad de Magallanes tiene como principal lugar de funcionamiento la Facultad de Ingeniería en el Campus Central de la Universidad de Magallanes en Punta Arenas, desde donde transmite su programación, basada en la recepción y transmisión de material entregado por las instituciones asociadas y programas y micro espacios de producción propia.

## Vínculos
A la fecha, mantiene vínculos con las siguientes organizaciones, las cuales colaboran a través de material cultural y educativo: ATEI (Asociación de Televisión Educativa Iberoamericana, España); NOVASUR (Televisión Educativa del Consejo Nacional de Televisión, Chile); Canal 13 Cable; Consejo Nacional de la Cultura y las Artes, Casa Azul del Arte (I. Municipalidad de Punta Arenas).

## Transmisiones en directo
Desde el año 2011, Universidad de Magallanes Televisión ha comenzado a transmitir en directo eventos importantes para la Región de Magallanes como por ejemplo el Festival Folklórico en la Patagonia y las Jornadas por la Rehabilitación en Magallanes.
El día 13 de noviembre de 2013 UMAG TV sumo su segunda señal televisiva, con transmisión en directo desde el auditorio Ernesto Livacic de la facultad de ingeniería.
- Señal TVD Digital - Abierta y Gratuita
  - Ciudad de Punta Arenas, Porvenir y Zonas Rurales
  - Canal 25.2 o 99.2
- Televisión por Cable TV Red S.A.
  - Punta Arenas UMAG TV Señal 33 - Señal 173 HD
  - Punta Arenas UMAG TV 2 Señal 170 HD
  - Puerto Natales UMAG TV 2 Señal 65
  - Puerto Williams UMAG TV 2 Señal 61
  - Porvenir UMAG TV señal 42